# Губернське правління
Губернське правління — місцева адміністративна установа, колегіальний орган при губернаторові. Створювалися з 1780 у кожній губернії згідно з губернською реформою 1775. Підпорядковувалися Сенатові, а з 1802 — і МВС. Значення Г.п. як колегіального органу з 1830-х рр. почало падати, і правління перетворилося на виконавчий канцелярський орган при губернаторові. Це призвело до того, що місцева влада стала рутинною й малоефективною. До складу правлінь входили губернатор і радники (2 з 1821, 3 з 1824, 4 з 1837), котрих призначав Сенат та які складали Загальне присутствіє. Губернатор був головою правління, але засідання останнього вів не постійно. Віце-губернатор засідав на правах старшого члена правління. При Г.п. діяли губернський прокурор та стряпчі казенних і карних справ, чиновники з особливих доручень, скарбник з помічником, губернський і повітові землеміри. 1865 набрало чинності нове положення про Г.п., що вводило посади губернських медичного інспектора, інженера, архітектора. Г.п. набуло права відкривати промислові заклади, торги, приватні друкарні, аптеки, звільняти з посад лікарів. Загальне присутствіє обговорювало нові законодавчі акти, спільні з казенною палатою торги, організаційні заходи. Від 1824 Г.п. поділялося на 4 відділення, які очолювали радники. В залежності від розмірів губернії в складі Г.п. могло бути від 1 до 3 розпорядчих відділень, будівничого відділення і канцелярія загального присутствія. Господарські питання перебували у віданні віце-губернатора. При Г.п. діяли друкарня, реєстратура, архів, працював губернський землемір, що керував також креслярнею, та повітові землеміри.
У ході ліберальних реформ 1860–70-х рр. повноваження Г.п. було обмежено, зокрема, після земської реформи 1864 і міської реформи 1870 господарські питання перебрали на себе інші установи, судова реформа 1864 позбавила правління судових функцій. Воно звільнялося від другорядних адміністративно-господарських справ. Після 1865 при правлінні було відкрито лікарське відділення, очолюване медичним інспектором, куди на правах спеціалістів входили помічник інспектора і фармацевт. Будівельне відділення залишалися в тих містах, на які не поширювалася в повному обсязі міська реформа 1870. Межове відділення контролювало діяльність повітових землемірів. До відділеннь додалися «фабричні столи».
Г.п. існували до 1917.